# Konfederační pohár FIFA 2013 (soupisky)
Soupisky na Konfederační pohár FIFA 2013, který se hrál v Brazílii.
| Zlato               | Stříbro              | Bronz             |
| ------------------- | -------------------- | ----------------- |
| Brazílie • Soupiska | Španělsko • Soupiska | Itálie • Soupiska |

## Skupina A

### Brazílie
Hlavní trenér:  Luiz Felipe Scolari
| Jméno           | Datum narození | Datum úmrtí | Klub                             |
| Brankáři        | Brankáři       | Brankáři    | Brankáři                         |
| --------------- | -------------- | ----------- | -------------------------------- |
| Jefferson       | 2.1.1983       |             | Botafogo FR                      |
| Júlio César     | 3.9.1979       |             | Queens Park Rangers FC           |
| Diego Cavalieri | 1.12.1982      |             | Fluminense FC                    |
| Obránci         |                |             |                                  |
| Dani Alves      | 6.5.1983       |             | FC Barcelona                     |
| Thiago Silva -  | 22.9.1984      |             | Paris Saint-Germain FC           |
| David Luiz      | 22.4.1987      |             | Chelsea FC                       |
| Marcelo         | 12.5.1988      |             | Real Madrid                      |
| Dante           | 18.10.1983     |             | FC Bayern Mnichov                |
| Filipe Luís     | 9.8.1985       |             | Atlético Madrid                  |
| Réver           | 4.1.1985       |             | CA Mineiro                       |
| Záložníci       |                |             |                                  |
| Fernando        | 3.3.1992       |             | Grêmio Foot-Ball Porto Alegrense |
| Lucas Moura     | 13.8.1992      |             | Paris Saint-Germain FC           |
| Hernanes        | 29.5.1985      |             | SS Lazio                         |
| Oscar           | 9.9.1991       |             | Chelsea FC                       |
| Jean            | 24.6.1986      |             | Fluminense FC                    |
| Luiz Gustavo    | 23.7.1987      |             | FC Bayern Mnichov                |
| Paulinho        | 25.7.1988      |             | SC Corinthians Paulista          |
| Bernard         | 8.9.1992       |             | CA Mineiro                       |
| Jádson          | 5.10.1983      |             | São Paulo FC                     |
| Útočníci        |                |             |                                  |
| Fred            | 3.10.1983      |             | Fluminense FC                    |
| Neymar          | 5.2.1992       |             | Santos FC                        |
| Hulk            | 25.7.1986      |             | FK Zenit Sankt-Petěrburg         |
| Jô              | 20.3.1987      |             | CA Mineiro                       |

### Japonsko
Hlavní trenér:  Alberto Zaccheroni
| Jméno           | Datum narození | Datum úmrtí | Klub                 |
| Brankáři        | Brankáři       | Brankáři    | Brankáři             |
| --------------- | -------------- | ----------- | -------------------- |
| Eidži Kawašima  | 20.3.1983      |             | Standard Lutych      |
| Šúsaku Nišikawa | 18.6.1986      |             | Sanfrecce Hirošima   |
| Šúiči Gonda     | 3.3.1989       |             | FC Tokio             |
| Obránci         |                |             |                      |
| Masahiko Inoha  | 28.8.1985      |             | Júbilo Iwata         |
| Gótoku Sakai    | 14.3.1991      |             | VfB Stuttgart        |
| Júto Nagatomo   | 12.9.1986      |             | FC Inter Milán       |
| Acuto Učida     | 27.3.1988      |             | FC Schalke 04        |
| Jasujuki Konno  | 25.1.1983      |             | Gamba Ósaka          |
| Júzó Kurihara   | 18.9.1983      |             | Jokohama F. Marinos  |
| Hiroki Sakai    | 12.4.1990      |             | Hannover 96          |
| Maja Jošida     | 24.8.1988      |             | Southampton FC       |
| Záložníci       |                |             |                      |
| Keisuke Honda   | 13.6.1986      |             | PFK CSKA Moskva      |
| Jasuhito Endó   | 28.1.1980      |             | Gamba Ósaka          |
| Hadžime Hosogai | 10.6.1986      |             | Bayer 04 Leverkusen  |
| Kengo Nakamura  | 31.10.1980     |             | Kawasaki Frontale    |
| Makoto Hasebe - | 18.1.1984      |             | VfL Wolfsburg        |
| Hideto Takahaši | 17.10.1987     |             | FC Tokio             |
| Útočníci        |                |             |                      |
| Hiroši Kijotake | 12.11.1989     |             | 1. FC Norimberk      |
| Šindži Okazaki  | 16.4.1986      |             | VfB Stuttgart        |
| Šindži Kagawa   | 17.3.1989      |             | Manchester United FC |
| Mike Havenaar   | 20.5.1987      |             | Vitesse              |
| Rjóiči Maeda    | 9.10.1981      |             | Júbilo Iwata         |
| Takaši Inui     | 2.6.1988       |             | Eintracht Frankfurt  |

### Mexiko
Hlavní trenér:  José Manuel de la Torre
| Jméno                        | Datum narození | Datum úmrtí | Klub                 |
| Brankáři                     | Brankáři       | Brankáři    | Brankáři             |
| ---------------------------- | -------------- | ----------- | -------------------- |
| Guillermo Ochoa              | 13.7.1985      |             | AC Ajaccio           |
| José de Jesús Corona         | 26.1.1981      |             | Cruz Azul            |
| Alfredo Talavera             | 18.9.1982      |             | Deportivo Toluca FC  |
| Obránci                      |                |             |                      |
| Francisco Javier Rodríguez - | 20.10.1981     |             | Club América         |
| Carlos Salcido               | 2.4.1980       |             | Tigres UANL          |
| Diego Reyes                  | 19.9.1992      |             | Club América         |
| Severo Meza                  | 9.7.1986       |             | CF Monterrey         |
| Héctor Moreno                | 17.1.1988      |             | RCD Espanyol         |
| Jorge Torres Nilo            | 16.1.1988      |             | Tigres UANL          |
| Hiram Mier                   | 25.8.1989      |             | CF Monterrey         |
| Gerardo Flores               | 5.2.1986       |             | Cruz Azul            |
| Záložníci                    |                |             |                      |
| Jesús Molina                 | 29.3.1988      |             | Club América         |
| Gerardo Torrado              | 30.4.1979      |             | Cruz Azul            |
| Pablo Barrera                | 21.6.1987      |             | Cruz Azul            |
| Ángel Reyna                  | 19.9.1984      |             | CF Pachuca           |
| Javier Aquino                | 11.2.1990      |             | Villarreal CF        |
| Héctor Herrera               | 19.4.1990      |             | CF Pachuca           |
| Jesús Zavala                 | 21.7.1987      |             | CF Monterrey         |
| Andrés Guardado              | 28.9.1986      |             | Valencia CF          |
| Útočníci                     |                |             |                      |
| Aldo de Nigris               | 22.7.1983      |             | CF Monterrey         |
| Giovani dos Santos           | 11.5.1989      |             | RCD Mallorca         |
| Javier Hernández             | 1.6.1988       |             | Manchester United FC |
| Raúl Jiménez                 | 5.5.1991       |             | Club América         |

### Itálie
Hlavní trenér:  Cesare Prandelli
| Jméno                | Datum narození | Datum úmrtí                     | Klub                   |
| Brankáři             | Brankáři       | Brankáři                        | Brankáři               |
| -------------------- | -------------- | ------------------------------- | ---------------------- |
| Gianluigi Buffon -   | 28.1.1978      |                                 | Juventus FC            |
| Salvatore Sirigu     | 12.1.1987      |                                 | Paris Saint-Germain FC |
| Federico Marchetti   | 7.2.1983       |                                 | SS Lazio               |
| Obránci              |                |                                 |                        |
| Christian Maggio     | 11.2.1982      |                                 | SSC Neapol             |
| Giorgio Chiellini    | 14.8.1984      |                                 | Juventus FC            |
| Davide Astori        | 7.1.1987       | 4. března 2018 (ve věku 31 let) | Cagliari Calcio        |
| Mattia De Sciglio    | 20.10.1992     |                                 | AC Milán               |
| Andrea Barzagli      | 8.5.1981       |                                 | Juventus FC            |
| Leonardo Bonucci     | 1.5.1987       |                                 | Juventus FC            |
| Ignazio Abate        | 12.11.1986     |                                 | AC Milán               |
| Záložníci            |                |                                 |                        |
| Antonio Candreva     | 28.2.1987      |                                 | SS Lazio               |
| Alberto Aquilani     | 7.7.1984       |                                 | ACF Fiorentina         |
| Claudio Marchisio    | 19.1.1986      |                                 | Juventus FC            |
| Daniele De Rossi     | 24.7.1983      |                                 | AS Řím                 |
| Riccardo Montolivo   | 18.1.1985      |                                 | AC Milán               |
| Andrea Pirlo         | 19.5.1979      |                                 | Juventus FC            |
| Emanuele Giaccherini | 5.5.1985       |                                 | Juventus FC            |
| Alessandro Diamanti  | 2.5.1983       |                                 | Bologna FC 1909        |
| Útočníci             |                |                                 |                        |
| Mario Balotelli      | 12.8.1990      |                                 | AC Milán               |
| Sebastian Giovinco   | 26.1.1987      |                                 | Juventus FC            |
| Alberto Gilardino    | 5.7.1982       |                                 | Bologna FC 1909        |
| Stephan El Shaarawy  | 27.10.1992     |                                 | AC Milán               |
| Alessio Cerci        | 23.7.1987      |                                 | Turín FC               |

## Skupina B

### Španělsko
Hlavní trenér:  Vicente del Bosque
| Jméno             | Datum narození | Datum úmrtí | Klub               |
| Brankáři          | Brankáři       | Brankáři    | Brankáři           |
| ----------------- | -------------- | ----------- | ------------------ |
| Iker Casillas -   | 20.5.1981      |             | Real Madrid        |
| Víctor Valdés     | 14.1.1982      |             | FC Barcelona       |
| Pepe Reina        | 31.8.1982      |             | Liverpool FC       |
| Obránci           |                |             |                    |
| Raúl Albiol       | 4.9.1985       |             | Real Madrid        |
| Gerard Piqué      | 2.2.1987       |             | FC Barcelona       |
| César Azpilicueta | 28.8.1989      |             | Chelsea FC         |
| Sergio Ramos      | 30.3.1986      |             | Real Madrid        |
| Álvaro Arbeloa    | 17.1.1983      |             | Real Madrid        |
| Jordi Alba        | 21.3.1989      |             | FC Barcelona       |
| Nacho Monreal     | 26.2.1986      |             | Arsenal FC         |
| Záložníci         |                |             |                    |
| Javi Martínez     | 2.9.1988       |             | FC Bayern Mnichov  |
| Andrés Iniesta    | 11.5.1984      |             | FC Barcelona       |
| Xavi              | 25.1.1980      |             | FC Barcelona       |
| Cesc Fàbregas     | 4.5.1987       |             | FC Barcelona       |
| Juan Manuel Mata  | 28.4.1988      |             | Chelsea FC         |
| Sergio Busquets   | 16.7.1988      |             | FC Barcelona       |
| Santi Cazorla     | 13.12.1984     |             | Arsenal FC         |
| David Silva       | 8.1.1986       |             | Manchester City FC |
| Jesús Navas       | 21.11.1985     |             | Sevilla FC         |
| Útočníci          |                |             |                    |
| David Villa       | 3.12.1981      |             | FC Barcelona       |
| Fernando Torres   | 20.3.1984      |             | Chelsea FC         |
| Pedro             | 28.7.1987      |             | FC Barcelona       |
| Roberto Soldado   | 27.5.1985      |             | Valencia CF        |

### Uruguay
Hlavní trenér:  Óscar Tabárez
| Jméno                  | Datum narození | Datum úmrtí | Klub                     |
| Brankáři               | Brankáři       | Brankáři    | Brankáři                 |
| ---------------------- | -------------- | ----------- | ------------------------ |
| Fernando Muslera       | 16.6.1986      |             | Galatasaray SK           |
| Juan Castillo          | 17.4.1978      |             | Danubio FC               |
| Martín Silva           | 25.3.1983      |             | Club Olimpia             |
| Obránci                |                |             |                          |
| Diego Lugano -         | 2.11.1980      |             | Málaga CF                |
| Diego Godín            | 16.2.1986      |             | Atlético Madrid          |
| Sebastián Coates       | 7.10.1990      |             | Liverpool FC             |
| Matías Aguirregaray    | 1.4.1989       |             | CA Peñarol               |
| Maximiliano Pereira    | 8.6.1984       |             | Benfica Lisabon          |
| Andrés Scotti          | 14.12.1975     |             | Nacional Montevideo      |
| Martín Cáceres         | 7.4.1987       |             | Juventus FC              |
| Záložníci              |                |             |                          |
| Walter Gargano         | 27.7.1984      |             | FC Inter Milán           |
| Álvaro Pereira         | 28.11.1985     |             | FC Inter Milán           |
| Cristian Rodríguez     | 30.9.1985      |             | Atlético Madrid          |
| Sebastián Eguren       | 8.1.1981       |             | Club Libertad            |
| Nicolás Lodeiro        | 21.3.1989      |             | Botafogo FR              |
| Diego Pérez            | 18.5.1980      |             | Bologna FC 1909          |
| Egidio Arévalo Ríos    | 27.9.1982      |             | Palermo SSD              |
| Álvaro Rafael González | 29.10.1984     |             | SS Lazio                 |
| Útočníci               |                |             |                          |
| Luis Suárez            | 24.1.1987      |             | Liverpool FC             |
| Diego Forlán           | 19.5.1979      |             | Sport Club Internacional |
| Abel Hernández         | 8.8.1990       |             | Palermo SSD              |
| Gastón Ramírez         | 2.12.1990      |             | Southampton FC           |
| Edinson Cavani         | 14.2.1987      |             | SSC Neapol               |

### Tahiti
Hlavní trenér:  Eddy Etaeta
| Jméno               | Datum narození | Datum úmrtí | Klub       |
| Brankáři            | Brankáři       | Brankáři    | Brankáři   |
| ------------------- | -------------- | ----------- | ---------- |
| Mikaël Roche        | 24.12.1982     |             | AS Dragon  |
| Gilbert Meriel      | 11.11.1986     |             | AS Tefana  |
| Xavier Samin        | 1.1.1978       |             | AS Dragon  |
| Obránci             |                |             |            |
| Teheivarii Ludivion | 1.7.1989       |             | AS Tefana  |
| Tamatoa Wagemann    | 18.3.1980      |             | AS Dragon  |
| Stephane Faatiarau  | 13.3.1990      |             | AS Tefana  |
| Nicolas Vallar -    | 22.10.1983     |             | AS Dragon  |
| Edson Lemaire       | 31.10.1990     |             | AS Dragon  |
| Vincent Simon       | 28.9.1983      |             | AS Dragon  |
| Yannick Vero        | 28.2.1990      |             | AS Dragon  |
| Záložníci           |                |             |            |
| Henri Caroine       | 7.9.1981       |             | AS Dragon  |
| Heimano Bourebare   | 15.5.1989      |             | AS Tefana  |
| Rainui Aroita       | 25.1.1994      |             | AS Tamarii |
| Lorenzo Tehau       | 10.4.1989      |             | AS Tefana  |
| Jonathan Tehau      | 9.1.1988       |             | AS Tamarii |
| Yohann Tihoni       | 20.7.1994      |             | AS Roniu   |
| Útočníci            |                |             |            |
| Alvin Tehau         | 10.4.1989      |             | AS Tefana  |
| Marama Vahirua      | 12.5.1980      |             | AS Nancy   |
| Teaonui Tehau       | 1.9.1992       |             | AS Dragon  |
| Stanley Atani       | 27.1.1990      |             | AS Tefana  |
| Steevy Chong Hue    | 26.1.1990      |             | AS Dragon  |
| Ricky Aitamai       | 22.12.1991     |             | AS Vénus   |
| Samuel Hnanyine     | 1.3.1984       |             | AS Dragon  |

### Nigérie
Hlavní trenér:  Stephen Keshi
| Jméno              | Datum narození | Datum úmrtí | Klub                  |
| Brankáři           | Brankáři       | Brankáři    | Brankáři              |
| ------------------ | -------------- | ----------- | --------------------- |
| Vincent Enyeama -  | 29.8.1982      |             | Maccabi Tel Aviv FC   |
| Austin Ejide       | 8.4.1984       |             | Hapoel Beer Ševa FC   |
| Chigozie Agbim     | 28.11.1984     |             | Enugu Rangers         |
| Obránci            |                |             |                       |
| Godfrey Oboabona   | 16.8.1990      |             | Sunshine Stars FC     |
| Elderson Echiéjilé | 20.1.1988      |             | SC Braga              |
| Efe Ambrose        | 18.10.1988     |             | Celtic FC             |
| Azubuike Egwuekwe  | 28.11.1988     |             | Warri Wolves FC       |
| Solomon Kwambe     | 30.9.1993      |             | Sunshine Stars FC     |
| Francis Benjamin   | 20.6.1993      |             | Heartland FC          |
| Kenneth Omeruo     | 17.10.1993     |             | ADO Den Haag          |
| Záložníci          |                |             |                       |
| John Ogu           | 20.4.1988      |             | Académica de Coimbra  |
| John Obi Mikel     | 22.4.1987      |             | Chelsea FC            |
| Fegor Ogude        | 29.7.1987      |             | Vålerenga IF          |
| Michel Babatunde   | 24.12.1992     |             | FK Kryvbas Kryvyj Rih |
| Ogenyi Onazi       | 25.12.1992     |             | SS Lazio              |
| Emeka Eze          | 22.12.1992     |             | Enugu Rangers         |
| Sunday Mba         | 28.11.1988     |             | Enugu Rangers         |
| Útočníci           |                |             |                       |
| Ahmed Musa         | 14.10.1992     |             | PFK CSKA Moskva       |
| Brown Ideye        | 10.10.1988     |             | FK Dynamo Kyjev       |
| Joseph Akpala      | 24.8.1986      |             | Werder Brémy          |
| Mohammed Gambo     | 10.3.1988      |             | Kano Pillars FC       |
| Anthony Ujah       | 14.10.1990     |             | 1. FC Köln            |
| Nnamdi Oduamadi    | 17.10.1990     |             | AS Varese 1910        |